# Sparta Stadion Het Kasteel
Sparta Stadion Het Kasteel je fotbalový stadion v nizozemském Rotterdamu a je domovem klubu Sparta Rotterdam. Pojme 11 000 sedících diváků. Otevřen byl v roce 1916. Název Het Kasteel znamená zámek a je odvozen z charakteristické budovy se dvěma nízkými věžemi připomínající zámek, který zde stál o století dříve. Jedná se o nejstarší stadion v zemi a také první stadion v Nizozemsku vlastněný klubem. Prvním zápasem, který se na stadionu odehrál, bylo střetnutí domácí Sparty Rotterdam se skotským celkem Rangers FC (0:0). Stojí v rotterdamské čtvrti Spangen, původně se jmenoval Stadion Spangen.

## LOH 1928

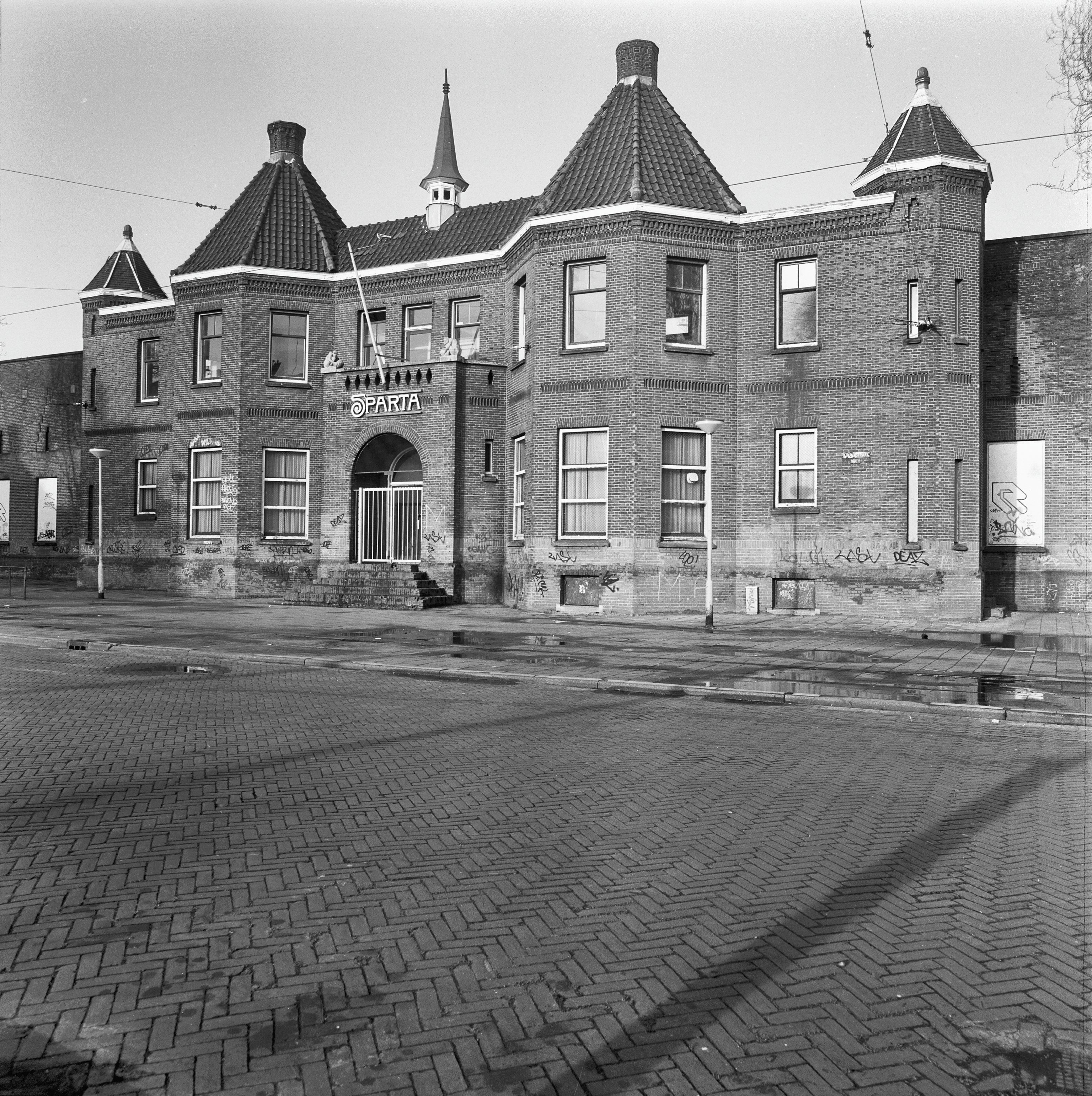
Historická fotografie.

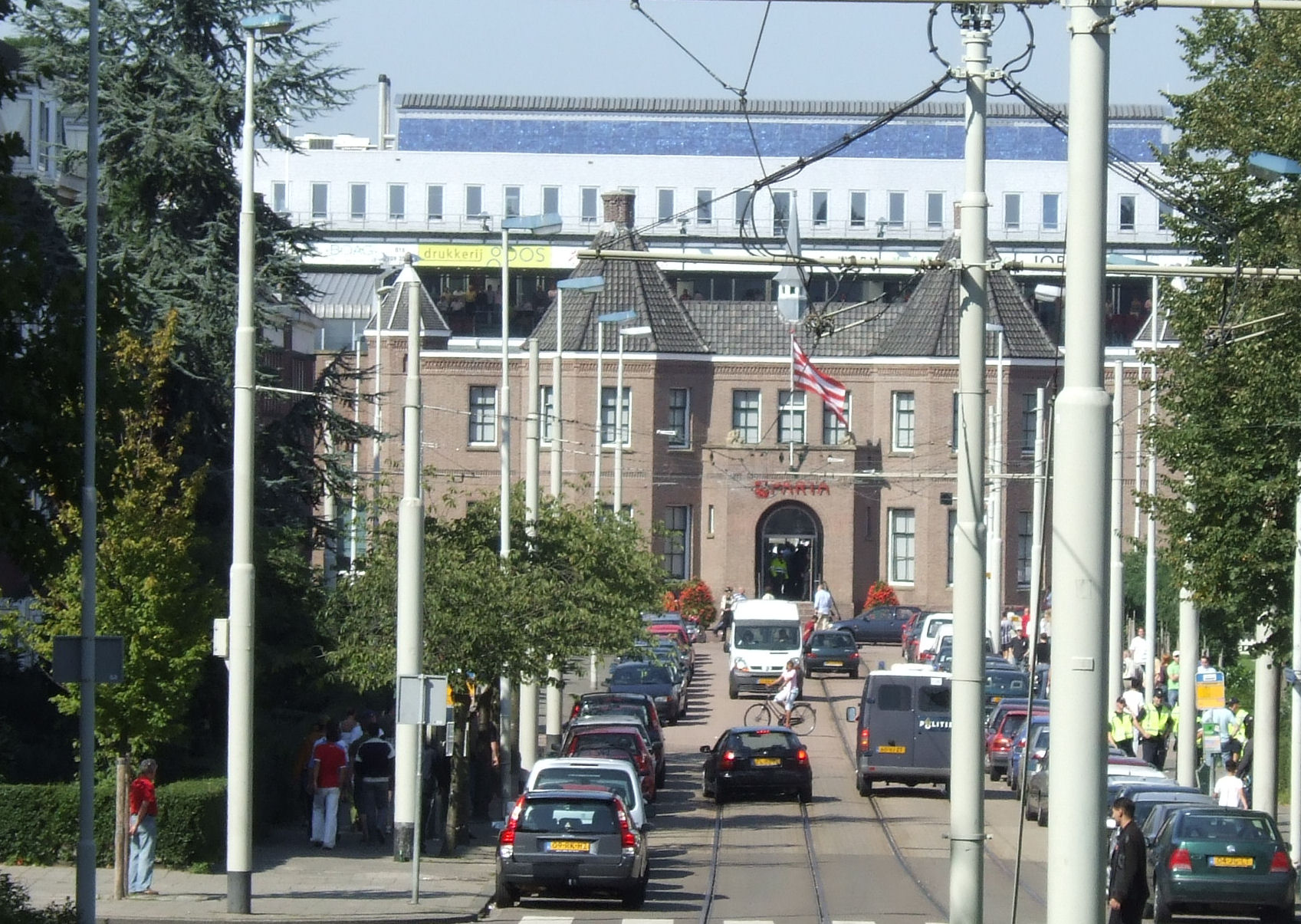
Stadion zpovzdálí

Během Letních olympijských her 1928 hostil stadion 2 fotbalové zápasy. Prvním bylo utkání 5. června domácího Nizozemska s Belgií, které skončilo vítězstvím Nizozemska 3:1. Další zápas se odehrál 8. června mezi Nizozemskem a Chile a skončil remízou 2:2.